# Wiesen-Bocksbart
Der Wiesen-Bocksbart (Tragopogon pratensis) ist eine formenreiche Pflanzenart aus der Familie der Korbblütler (Asteraceae).

## Merkmale

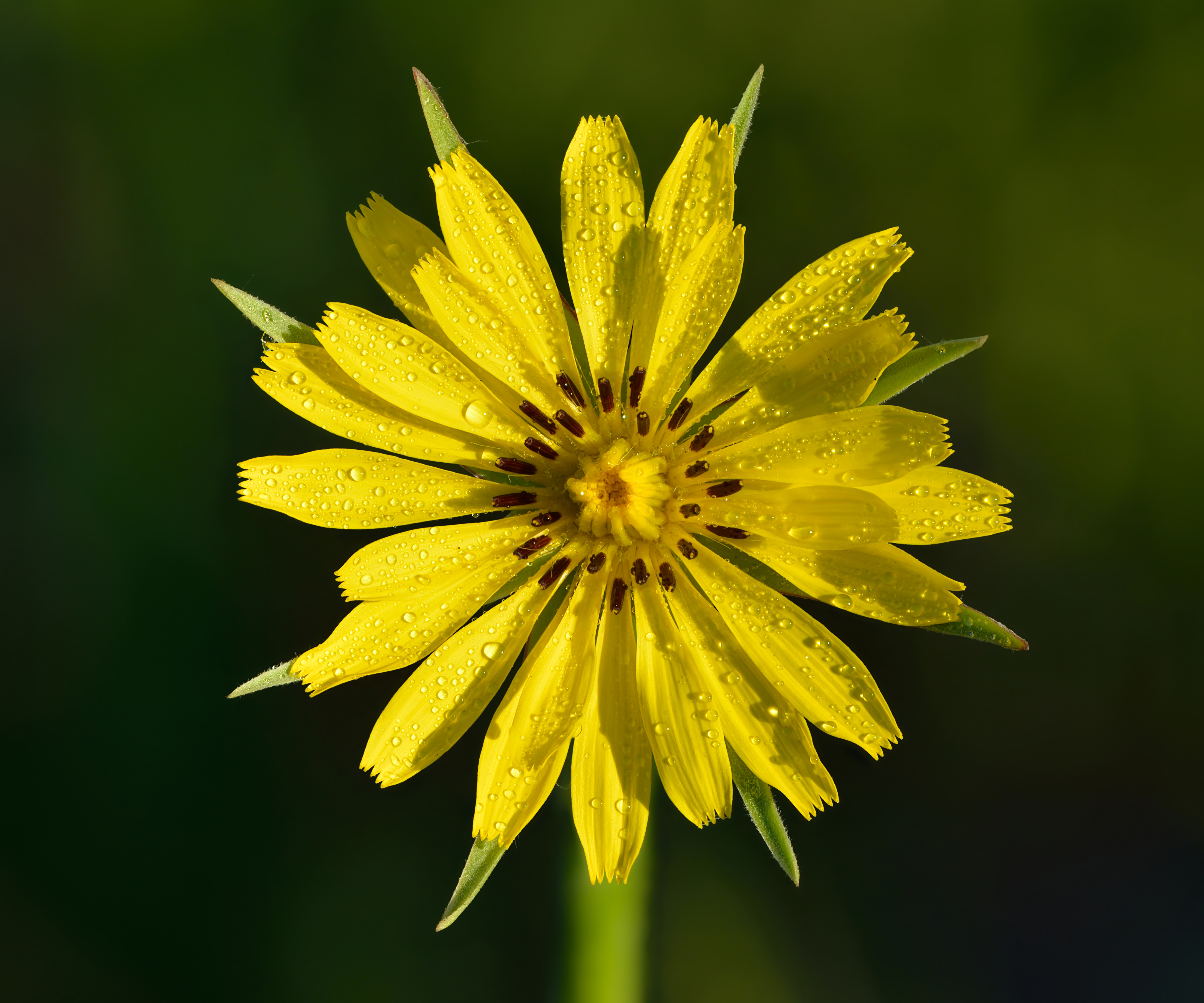
Korb

Die hapaxanthe, krautige Pflanze wird bis zu 70 cm hoch. Ihre saftigen Pflanzenteile enthalten Milchsaft. Aus der fleischigen Pfahlwurzel wächst der glatte, oben leicht angeschwollene Stängel, der innen hohl ist. Die ihn umgebenden, bis zu 50 cm langen, grasartigen, wechselständigen, bläulich grünen und glattrandigen Blätter sind halb stängelumfassend, schmal linealisch bzw. lanzettlich, kahl und spitz zulaufend. Die Mitte des Blattes durchquert der Länge nach ein weißlicher Streifen. Häufig sind die Blätter ab der Mitte abwärts gebogen oder geknickt.
Die Pflanze blüht von Mai bis August. Ihre Blütenstände öffnen sich etwa um acht Uhr und schließen sich um die Mittagszeit wieder. Sie werden vor allem von Käfern und Fliegen bestäubt. Die 35–50 mm breiten, flachen Blütenkörbchen der Pflanze sitzen auf relativ langen, kahlen, beblätterten, blattachselständigen Stielen, die sich zum Köpfchen hin nicht oder nur schwach verdicken. Die je nach Unterart 4 bis 7 cm großen Blütenköpfchen setzen sich aus gelben Zungenblüten zusammen und werden von acht spitzen Hüllblättern eingefasst, die bei der Nominatform Tragopogon pratensis subsp. pratensis etwa so lang sind wie die Zungenblüten und über dem Grund eingeschnürt. Besonders die inneren Hüllblätter sind durch Haare meist rußig-schwärzlich. Charakteristisch sind die an der Spitze braun-violetten Staubblätter, die dem Köpfchen ein gesprenkeltes Aussehen verleihen. Die abgeblühten, welken Zungenblüten aus den zusammengefallenen Hüllblättern ragen wie ein „Ziegenbart“ aus der ehemaligen Blüte. Dies gab der Pflanze ihren Namen.
Die (inklusive Schnabel) 15 bis 25 mm langen, randlich glatten Früchte des Wiesen-Bocksbarts sind lang geschnäbelt. Der fedrige Pappus daran dient als Flugorgan und verleiht der aussamenden Pflanze das für viele Korbblütler typische „Pusteblumen“-Aussehen.
Die Chromosomenzahl beträgt für drei in Mitteleuropa vorkommenden Unterarten (Tragopogon pratensis subsp. pratensis, subsp. minor und subsp. orientalis) 2n = 12.

## Ökologie
Der Wiesen-Bocksbart ist meist eine zweijährige Halbrosettenpflanze, seltener einjährig überwinternd oder ausdauernd (dann eventuell als Rhizom-Geophyt). Er besitzt eine tiefreichende Pfahlwurzel und trägt Milchsaft.
Seine Blüten sind „Körbchenblumen vom Leontodon-Typ“. Sie sind nur vormittags und nur bei schönem Wetter geöffnet. Beim Östlichen Wiesen-Bocksbart (Tragopogon pratensis subsp. orientalis) sind die Blüten bis 11 Uhr geöffnet, beim Gewöhnlichen Wiesen-Bocksbart (Tragopogon pratensis subsp. pratensis) bis 14 Uhr.
Je Körbchen sind 20 bis 50 Einzelblüten vorhanden. Die Kronröhre der randständigen Blüten ist 6 bis 7 mm lang, die der mittleren 5 mm lang. Als Bestäuber kommen Bienen, Schmetterlinge und Hummelschweber in Frage. Spontane Selbstbestäubung wird dadurch möglich, dass sich die beiden Narbenäste zuletzt spiralig umkrümmen und dabei die Fegehaare berühren, an denen noch Pollen haften können.
Die Früchte sind Achänen mit bis zu 4 cm breiten „Fallschirmen“. Sie verbreiten sich als Schirmchenflieger. Der Schirm ist oben durch Verwebung der Pappushaare besonders dicht. Auch eine Ausbreitung als Wasserhafter und als Kletthafter ist möglich, da die fünf Haupt-Pappusstrahlen rau sind. Da der Schirm leicht abbricht, ist auch eine Zufallsverbreitung möglich.
Gallbildungen werden durch Aulax tragopogonis und eine Diplosinarum-Art hervorgerufen.

## Verbreitung

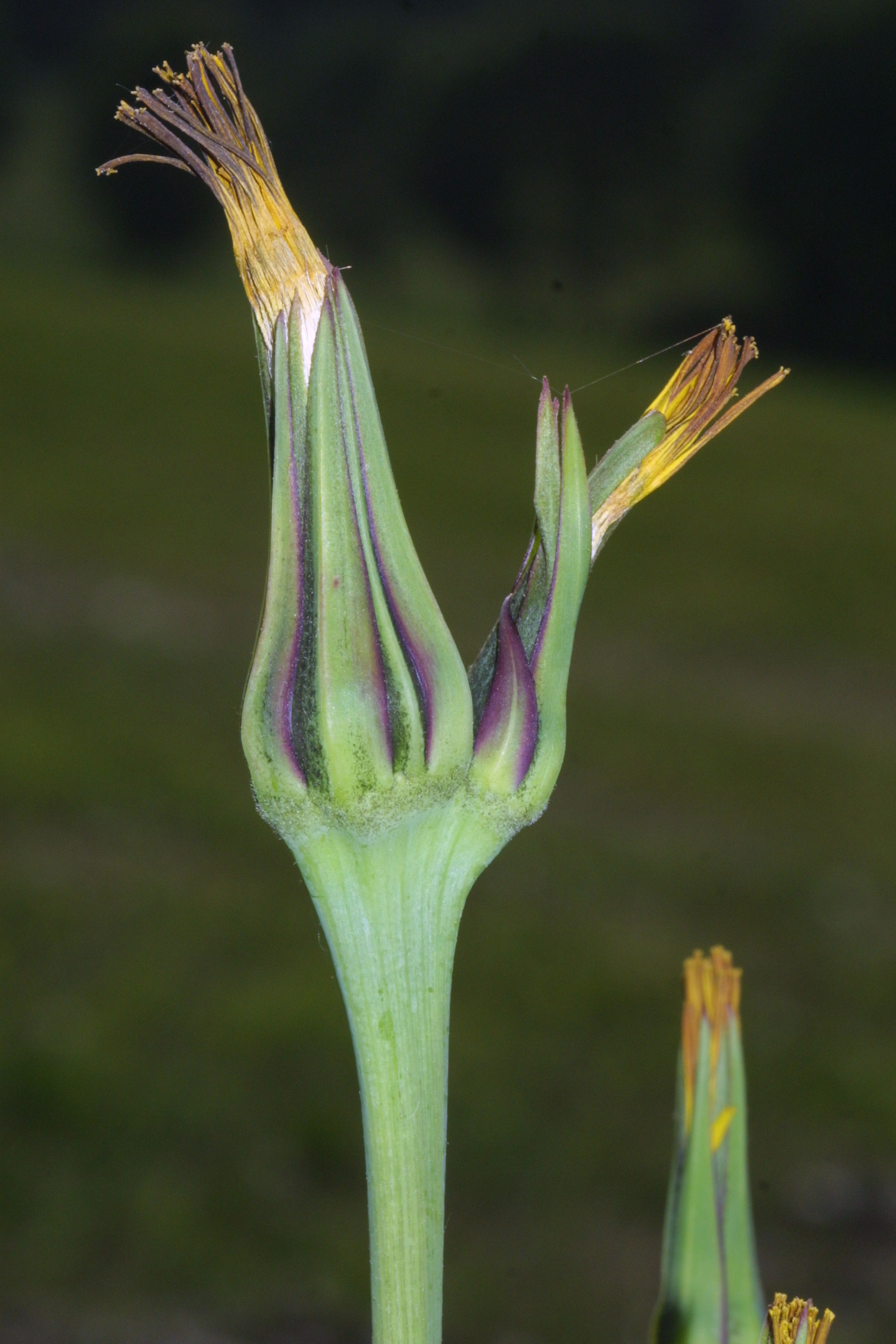
Namensgebendes Aussehen im abgeblühten Zustand

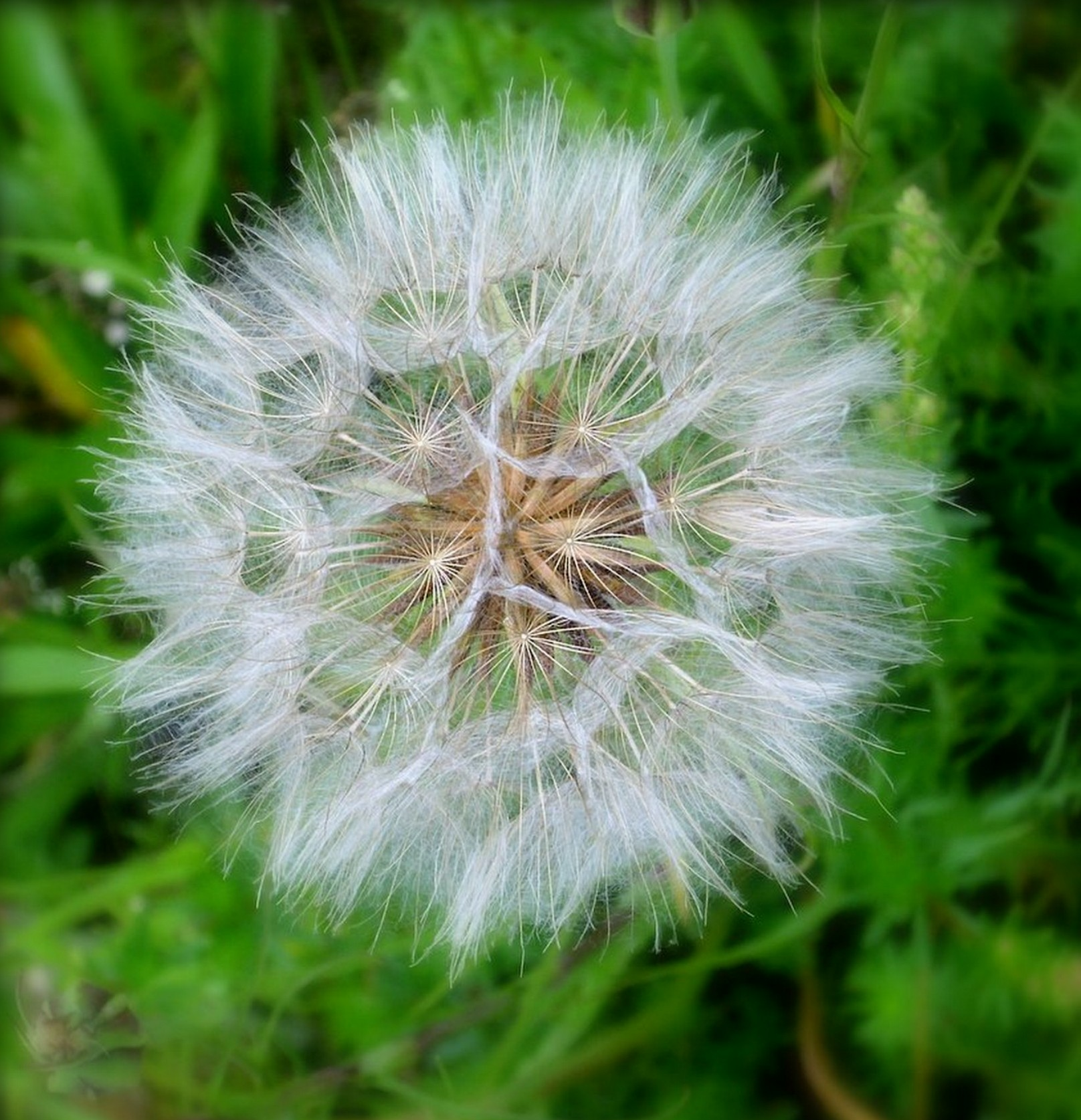
Fruchtstand

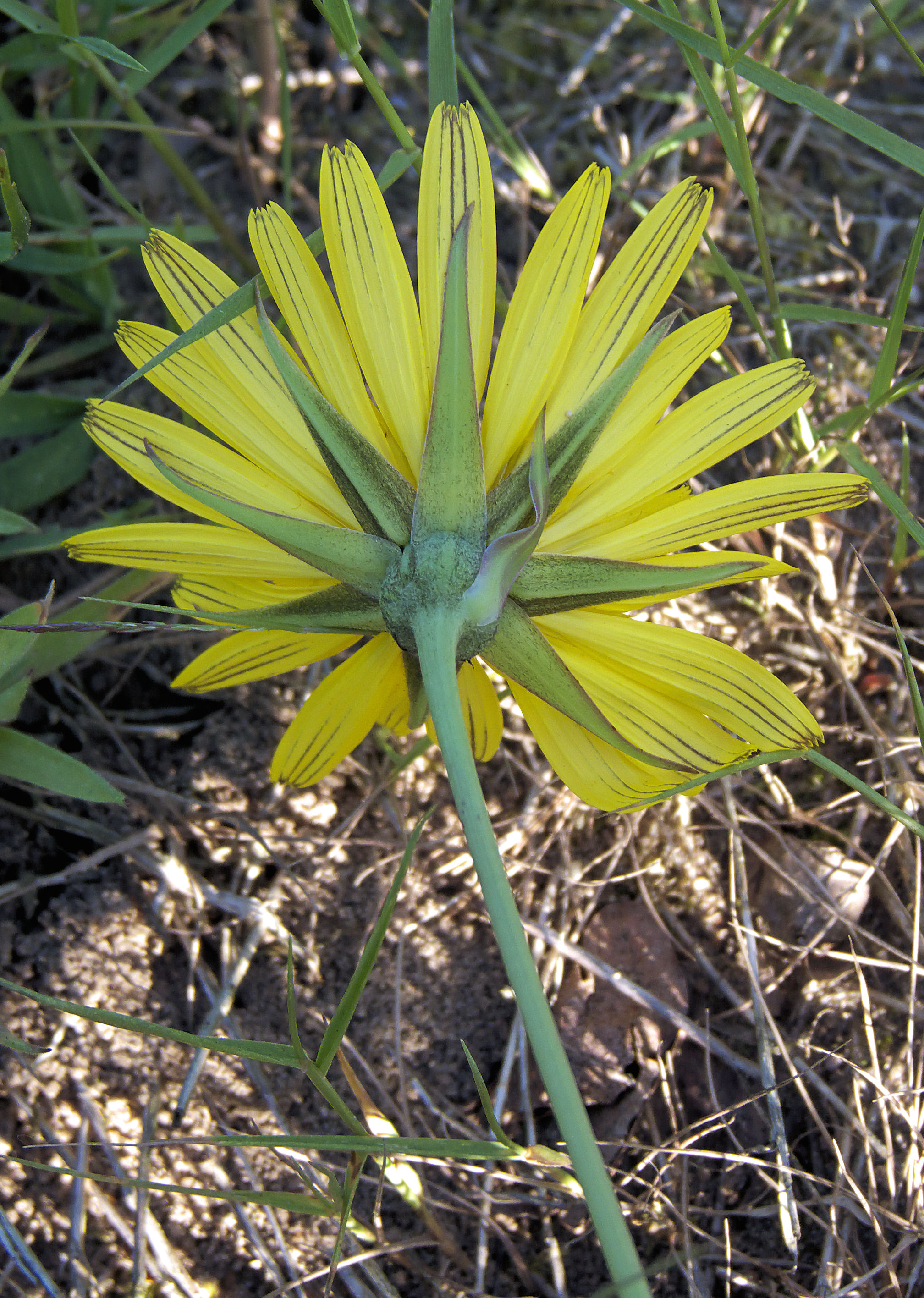
Östlicher Wiesen-Bocksbart (Tragopogon pratensis subsp. orientalis)

Die auch kurz Bocksbart (von mittelhochdeutsch bockes bart und lateinisch Barba hircina) genannte Art ist in Europa heimisch, kommt bis in den Ural vor, fehlt jedoch in Nordeuropa weitgehend. Ihre ursprünglichen Vorkommen in Asien liegen in der Türkei, in Kasachstan, in Sibirien und in der Mongolei.
In Nordamerika, in Neuseeland, in Argentinien und auf Hispaniola ist der Wiesen-Bocksbart ein Neophyt.
Man findet den Wiesen-Bocksbart verbreitet in Fettwiesen, seltener auch in wegbegleitenden Unkrautfluren und Brachen. Er bevorzugt frische, nährstoff- und basenreiche, mittel- bis tiefgründige Böden. Staunässe meidet er, liebt aber Sommerwärme. Nach Ellenberg ist er eine Halblichtpflanze, ein Schwachsäure- bis Schwachbasenzeiger und eine Verbandscharakterart der Glatthaferwiesen  aus dem Verband Arrhenatherion. Die Unterart Tragopogon pratensis subsp. orientalis steigt in den Allgäuer Alpen im Tiroler Teil an der Rotwand bis zu einer Höhenlage von 2000 Metern auf. Tragopogon pratensis erreicht im Oberengadin 2200 Meter und kam im Berninagebiet bis 2309 Meter Meereshöhe vor.

## Systematik
Innerhalb der Familie gehört der Wiesen-Bocksbart zur Unterfamilie Cichorioideae, Tribus Lactuceae und Untertribus Scorzonerinae. Zum Wiesen-Bocksbart gehören mehrere Sippen. Diese werden je nach Autor als Unterarten oder als eigene Kleinarten aufgefasst.
- Großer Wiesen-Bocksbart (Tragopogon pratensis subsp. leiocarpus (Trnka) Greuter, Syn.: Tragopogon orientalis subsp. leiocarpus Trnka, Tragopogon pratensis subsp. grandiflorus (Saut.) H.P.Fuchs [non Döll 1843], Tragopogon grandiflorus Saut.): Er kommt in Deutschland, Tschechien, in der Slowakei und in Liechtenstein vor.[11]
- Östlicher Wiesen-Bocksbart (Tragopogon pratensis subsp. orientalis (L.) Čelak., Syn.: Tragopogon orientalis L.) Der Große Wiesen-Bocksbart und der Östliche Wiesen-Bocksbart werden von Fischer 2005 in eine Art Tragopogon orientalis zusammengefasst. Der Östliche Wiesen-Bocksbart ist in Europa und Vorderasien weit verbreitet, kommt aber in Nordeuropa nicht vor.[11]
- Kleiner Wiesen-Bocksbart (Tragopogon pratensis subsp. minor (Mill.) Wahlenb.): Diese Unterart wird häufig mit Formen der subsp. pratensis verwechselt[12]. Er kommt in Spanien, Frankreich, Italien, Großbritannien, Irland, Belgien, Luxemburg, der Schweiz, Deutschland, Tschechien, in Norwegen, Schweden und Dänemark vor.[11]
- Gewöhnlicher Wiesen-Bocksbart (Tragopogon pratensis subsp. pratensis oder Tragopogon pratensis s. str.): Er kommt in Europa und Vorderasien vor.[11] Sein Verbreitungsgebiet umfasst ursprünglich die Länder Spanien, Frankreich, Italien, Belgien, Luxemburg, die Niederlande, Deutschland, Österreich, Tschechien, Polen, die Slowakei, die Schweiz, Liechtenstein, Dänemark, Norwegen, Schweden, Finnland, das Baltikum, Russland, Belarus, Serbien, Kroatien, Bosnien-Herzegowina, Albanien, Mazedonien, Montenegro, Bulgarien, Griechenland, die Ukraine, die europäische und die asiatische Türkei.[11] Die ökologischen Zeigerwerte nach Landolt et al. 2010 sind in der Schweiz für diese Unterart: Feuchtezahl F = 3 (mäßig feucht), Lichtzahl L = 4 (hell), Reaktionszahl R = 3 (schwach sauer bis neutral), Temperaturzahl T = 4+ (warm-kollin), Nährstoffzahl N = 3 (mäßig nährstoffarm bis mäßig nährstoffreich), Kontinentalitätszahl K = 4 (subkontinental).[13]
- Tragopogon pratensis subsp. hayekii (Soó) Ciocîrlan (Syn.: Tragopogon transsilvanicus Hayek [non Schur 1866]): Sie kommt in Griechenland, Makedonien und in Rumänien vor.[11]

## Verwendung
Der Wiesen-Bocksbart ist in allen Teilen essbar. Der Trieb der jungen Pflanze liefert ein Gemüse, das an Spargel erinnert. Die Wurzel kann ähnlich wie Schwarzwurzel zubereitet werden. Die Blätter lassen sich roh oder gekocht verwenden. In der Türkei ist er als Yemlik bekannt, er wird dort gerne im Frühjahr gesammelt und entweder roh in Salz getunkt, als Salat oder gekocht gegessen.